# Anna Weinzieher
Anna Weinzieher (ur. 14 września 1990 w Warszawie) – reprezentantka Polski w żeglarstwie w klasie Laser Radial, uczestniczka Letnich Igrzysk Olimpijskich 2012.
Reprezentuje klub AZS Uniwersytet Warszawski. Jej największym sukcesem jest 6. miejsce na Mistrzostwach Europy Juniorów 2008, 30. miejsce w zawodach Pucharu Świata 2012 w Weymouth, 32. miejsce w Mistrzostwach Świata 2012 oraz 3. miejsce w zawodach Pucharu Świata 2012 w Kilonii.